# المال والبنون (فلم)
صديقان منذ زمن طويل متزوجان وسعيدان في حياتهما، ولكل منهما أفكاره الحياتية، الأول يرى أن عليه تحديد الإنجاب، والاكتفاء بالطفلة الوحيدة التي رزقها الله له، يوجبر امرأته على تعاطي دواء حتى لا تنجب مجددًا، أما الصديق الثاني، فهو متعدد الإنجاب، تموت ابنة الصديق الأول الوحيدة، تتحسن أحواله المادية، ويصبح رجلا ثريًا ويرى أن في إمكانه إنجاب أطفال، وأن يرى الأبناء في ظروف أحسن، لكنه يكتشف أن امراته صارت عاقرًا، فيتزوج من أخرى دون علم امرأته تموت الزوجة الثانية، فيأتي بابنته من الزوجة الثانية، وتقوم بتربيتها على أساس أنها لقيطة عثر عليها الزوج، وتستمر الحياة وتعرف المرأة بحقيقة ابنتها بالتبني، ولكن هذا لا يغير من مشاعرها حيث تستمر في رعاية الطفلة.

## القصة كاملة
صلاح عامل بسيط في مصنع للنسيج متزوج من وداد ابنة عمه ولديه ابنة صغيرة اسمها سعاد تحمل زوجتة ولعدم قدرتة على الإنفاق على طفل جديد يلجأ للداية ام حفيظة فتعطيه دواءلإسقاط الجنين فتصاب زوجتة بنزيف حاد مما يدعو جراح المستشفى لإبلاغ النيابة عن واقعة الإجهاض ومن التحقيقات علم عمه بالحقيقة ونصحه بأن الأولاد هبة من الله وعليه رزقهم.
تعجب صلاح من أمر صديقه علبة المستكاوي الذي انجب من زوجتة بديعة سبعة من الأبناء رغم فقره ولكنه سعيدا بهم. تاهت سعاد وعثر عليها حامد المطارد من البوليس وأعادها لأهلها وحينما شعر بدنو البوليس منه سلم صلاح ظرف به عشرون جنيها لتسليمه لأخته في المرج ثم قبض عليه. مرضت سعاد وعجز صلاح عن علاجها وماتت وزادت عليه الديون وتم الاستغناء عنه واصبح عاطلاً وزاد اكتئاباً ولكن يرزقكم من حيث لاتعلمون فقد كان لعمه قضية ميراث قديمة أخيراً حكم فيها وكان نصيب عمه 200 جنيه أعطى منهم 100 جنيه لصلاح ليبدأ عملاً مستقلاً وسافر بالباقى لمجاورة مسجد رسول الله بالمدينة. كد صلاح واجتهد وبارك الله له في عمله فأصبح صاحب مصنع كبير وأراد الإنجاب فأخبره الطبيب باستحالة حمل زوجتة مرة أخرى لتعاطيها أدوية إجهاض سابقاًً. تذكر صلاح الظرف الذي سلمه له حامد فذهب به إلى المرج بعد ان زاده إلى مائة جنيها وهناك قابل زوجة حامد سعاد وأخته.
عطف عليهم وأكثر من تردده عليهم وفي إحدى زياراتة أخبرته سعاد ان حامد تزوجها غصب عنها لأن أخته كانت زوجة أبيها وان حامد لم يدخل بها لدخوله السجن وان زوجة أبيها تحاول المتاجرة بشرفها وطلبت منه إنقاذها فرفع لها قضية طلاق ثم تزوجها سراً وانجب منها طفلة أسماها سعاد ثم ماتت زوجته بعد عدة أشهر فأخذ الطفلة وذهب بها إلى وداد زوجته وإدعى انه وجدها في الطريق وطلب من وداد ان تقوم بتربيتها فوافقت وفرحت بها. مرت السنوات
وكبرت سعاد وبدأت تغار منها وداد لأنها تجهل انها ابنة صلاح. خرج حامد من السجن وعلم كل شئ من اخته فذهب إلى صلاح وإدعى أنه لايعرف أي شئ وانه تاب واناب وابتعد عن الأجرام واقترب من الله عز وجل واصبح مبروكاً يقرأ الطالع وبذلك أمكنه التقرب إلى وداد وإلى سعاد وأخذ يحيك المؤامرات بينهم حتى تمكن من خطف وداد وأخبرها بأن سعاد ليست لقيطة ولكنها ابنة صلاح ففرحت وداد لكون سعاد ابنة صلاح. ثم أراد حامد الانتقام من صلاح بالزواج من وداد وحاول الاعتداء عليها فقاومته ونشب بالبيت حريق. كانت سعاد تراقب حامد من بعيد منذ ان خطف وداد وحينما وصل بها إلى بيته أسرعت إلى علبه وزوجته بديعه وذهبت بهم إلى بيت حامد وحضر صلاح ومعه البوليس وتمكنا من إنقاذ وداد واحترق حامد ومات.

## الممثلين
| - محسن سرحان: صلاح - محمود المليجي: حامد - محمود شكوكو: علبة المستكاوي - زهرة العلا: سعاد/سعاد - عقيلة راتب: وداد | - عبد المنعم بسيوني: طبيب - زكي إبراهيم - سعاد أحمد: أخت حامد - وداد حمدي: بديعة - ثريا فخري | - ليلي حداد: سعاد - إبراهيم عمارة: والد وداد - عزيزة بدر: ام حفيظة - عبد العظيم كامل: جراح المستشفى - محمد سليمان |

## فريق العمل
| - الإخراج: إبراهيم عمارة (إخراج) - محمد عمارة (مساعد مخرج) - التأليف: محمد مصطفى سامى (سيناريو وحوار) - التصوير السينمائي: امبرتو لانزانو (تصوير سينمائي) - مسعود عيسى (تصوير سينمائي) - قسم المونتاج: مانوش (تركيب النيجاتيف) - كمال أبو العلا (مونتاج) - قسم الماكياج: ميتشو (ماكياج) | - قسم الإنتاج: عبد الله بركات (مدير الإنتاج) - لوتس فيلم (إنتاج) - الموقع والمناظر: ستوديو ناصيبيان (استوديو التصوير) - نجيب خورى (تنسيق المناظر) - هاجوب اصلانيان (تنفيذ المناظر) - قسم الصوت: هاليبيان (مهندس الصوت) - كارل (مهندس الصوت) - الكاستينج: وإلى السيد (ريجيسير) - قسم المعمل: ستوديو ناصيبيان (الطبع والتحميض) |